# Кортланд (Алабама)
Кортланд (енгл. Courtland) град је у америчкој савезној држави Алабама. По попису становништва из 2010. у њему је живело 609 становника.

## Демографија
Према попису становништва из 2010. у граду је живело 609 становника, што је 160 (20,8%) становника мање него 2000. године.
| Група             | 2000.       | 2010.       |
| Белци             | 416 (54,1%) | 349 (57,3%) |
| Афроамериканци    | 311 (40,4%) | 234 (38,4%) |
| Азијати           | 2 (0,3%)    | 2 (0,3%)    |
| Хиспаноамериканци | 7 (0,9%)    | 2 (0,3%)    |
| Укупно            | 769         | 609         |